# Gökalidssjön
Gökalidssjön är en sjö i Marks kommun i Halland och ingår i Rolfsåns huvudavrinningsområde. Sjön är 5,3 meter djup, har en yta på 0,113 kvadratkilometer och är belägen 85,1 meter över havet. Sjön avvattnas av vattendraget Sundstorpsån.

## Delavrinningsområde
Gökalidssjön ingår i det delavrinningsområde (638256-129159) som SMHI kallar för Mynnar i Sundsjön. Medelhöjden är 92 meter över havet och ytan är 33,13 kvadratkilometer. Räknas de 2 avrinningsområdena uppströms in blir den ackumulerade arean 46,98 kvadratkilometer. Sundstorpsån som avvattnar avrinningsområdet har biflödesordning 2, vilket innebär att vattnet flödar genom totalt 2 vattendrag innan det når havet efter 16 kilometer. Avrinningsområdet består mestadels av skog (69 procent) och sankmarker (25 procent). Avrinningsområdet har 0,11 kvadratkilometer vattenytor vilket ger det en sjöprocent på 5,4 procent.